# Ermita de San Juan Gregorio Ostiense (Tudela)
La ermita de San Juan Gregorio Ostiense o de San Gregorio de Tudela (Navarra) fue una ermita situada en el Monte de Cantabruna, camino Cabanillas. Hoy sólo se conservan sus ruinas.

## Historia y cronología de construcción
La Ermita de San Gregorio fue construida en 1421 con la autorización del Obispo de Tarazona en el monte de Cantabruna. Inocencio XI concedió indulgencias a los que visitaren la ermita. El cráneo del santo se traía a Tudela en solemne procesión desde una ermita que se encontraba en una colina cercana al pueblo de Sorlada, aproximadamente a 20 km al suroeste de Estella. En 1687 fue reconstruida al amenazar ruina. En la actualidad se conservan sus ruinas, tan solo los restos de algunas de sus paredes.
Situada sobre una colina a los pies de la carretera Tudela - Cabanillas, en la frontera de las Bardenas reales.